# Kent Nagano
Kent George Nagano (Berkely, 1951. november 22. –) japán származású amerikai karmester

## Tanulmányai
Kent Nagano a kaliforniai Morro Bayben, egy családi farmon nőtt fel. Zenei neveltetése egyaránt erős volt a japán és nyugat tradíciókban. Négyéves korában kezdett zongorázni édesanyja segítségével, középiskolás korára már kotón, brácsán és klarinéton is játszott. A középiskolai tanulmányai után rövid látogatást tett az  Oxfordi Egyetemen, majd visszatért az Amerikai Egyesült Államokba, ahol a Santa Cruz-i University of Californián kiemelt dicsérettel szerzett diplomát. San Franciscó-i mesterfokozatának megszerzése közben Varga László karmester mellett volt asszisztens, ezzel egyidőben a San Francisco Operában dolgozott.

## Karrierje
1977-ben John Reeves White, a New York Pro Musica igazgatója Naganót kérte fel az Egyesült Államok képviseletére a Brazíliai Nemzetközi Zenei Fesztiválon. 1977 és 1979 között a neves zenetörténész és karmester, Osbourne McConathy mellett folytatott kutatásokat, majd Sarah Caldwell mellett illetve a Bostoni Opera társulata társigazgatójaként dolgozott. A San Franciscó-i öbölbe visszatérve a San Franciscó-i Kamaraopera igazgatója lett. A Berkeley Szimfonikusok és az Oakland Balett Zenekar zenei igazgatójaként dolgozott, illetve az Oakland Szimfonikusoknál.
1983 tavaszától hollandiai, belgiumi, francia- és olaszországi meghívásoknak eleget téve sok helyen megfordul Európában. Ezek az előadások jobbára a kortárs irodalom témái köré szerveződnek, amiben szintén jelentős elismertségnek örvend.